# Чайная культура Доминики

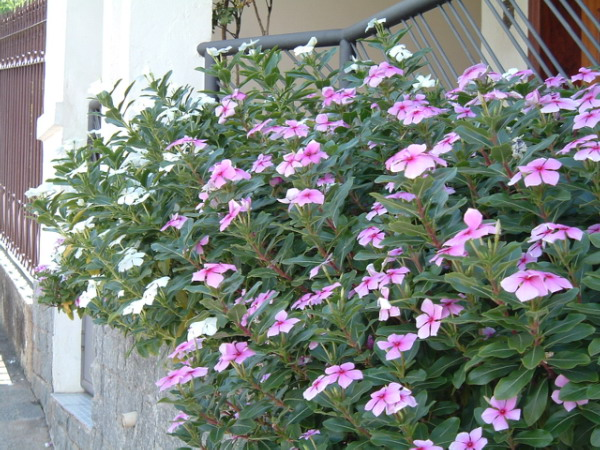
Барвинок в цвету. Карибы готовили лечебный чай из барвинка, сегодня он используется в современной фармакологии.

Чайная культура Доминики сочетает в себе множество обычаев, адаптированных из различных колониальных культур и культур иммигрантов, которые смешались на Доминике. «Буш-чаи», приготовленные из местных растений, часто принимаемые в лечебных целях, являются частью традиционной культуры Доминики.

## Виды чая в доминикской культуре

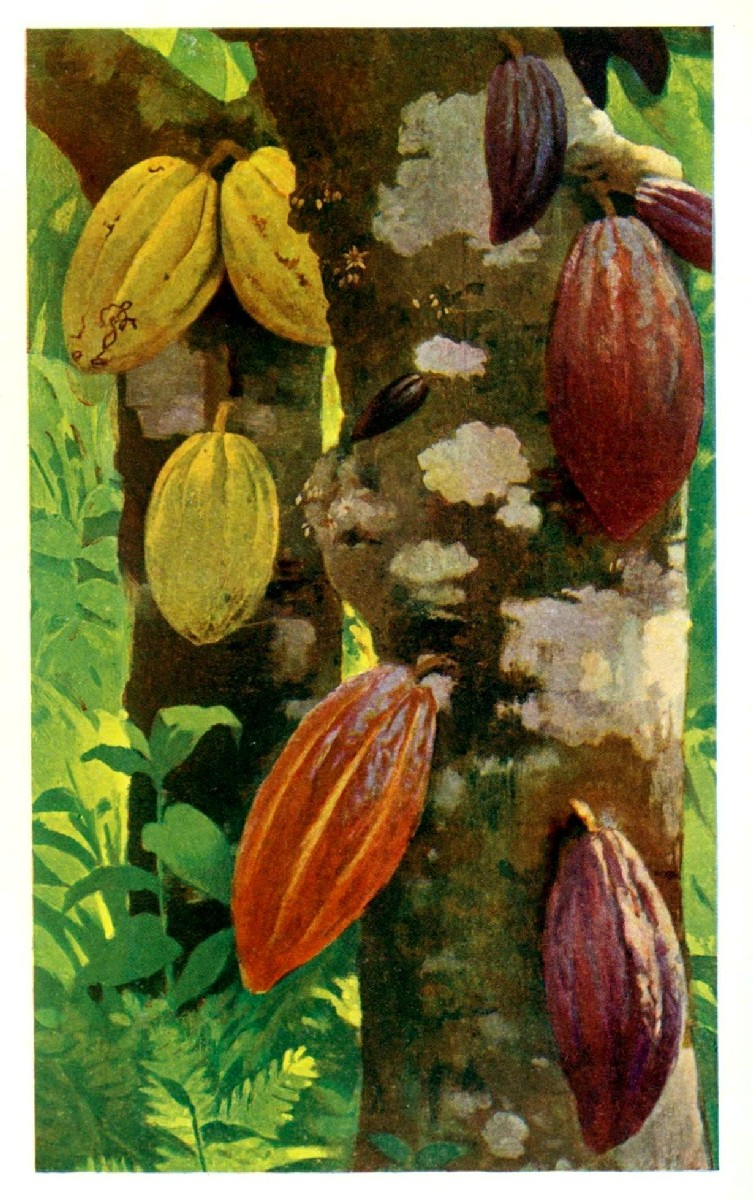
Растение какао, обычно выращиваемое на Доминике и используемое для приготовления какао-чая.

Климат тропических лесов Доминики делает её подходящей для выращивания многих видов растений, которые можно использовать для приготовления чая. Слово «чай» (tea) на Доминике имеет более широкое значение, чем в большинстве других частей англоязычного мира. В Доминике это слово используется для обозначения многих напитков, помимо напитка из листьев чайного куста, импортируемого из Азии. Привозной из Азии чай называют «зелёным чаем». Доминиканцы также потребляют «какао-чай» из какао-бобов и несколько видов «бушевого чая» (bush tea). Бушевые чаи варят из трав, в некоторых случаях с использованием корней, коры или цветов растений, которые традиционно считаются лечебными. Доминиканцы также различают «горячие чаи» и «охлаждающие чаи».
«Чай» часто используется вместо «завтрака» для первого приёма пищи в день. Этот обычай берет своё начало в колониальную эпоху, когда рабочие на плантациях пили «чай» на рассвете перед выходом на работу. Второй «чай» дня приходится на середину утра. Это отличается от британской культуры, где чаепитием часто считается легкая трапеза с чашкой чая Ассама в конце дня.

## Какао-чай
Какао — основная агрокультура Доминики, которую традиционно собирают большинство фермеров, и это распространено на рынках Карибского бассейна. Какао-чай получают путем измельчения какао-палочки или шарика на мелкие кусочки или измельчения какао на терке. Его смешивают с водой, сгущенкой, корицей, листьями рождественского куста или лавровым листом, тертым мускатным орехом и сахаром. Чай с какао подают горячим, часто в сопровождении легких закусок, таких как банановые оладьи Чай с какао похож на горячий шоколад.

## Чай из гибискуса

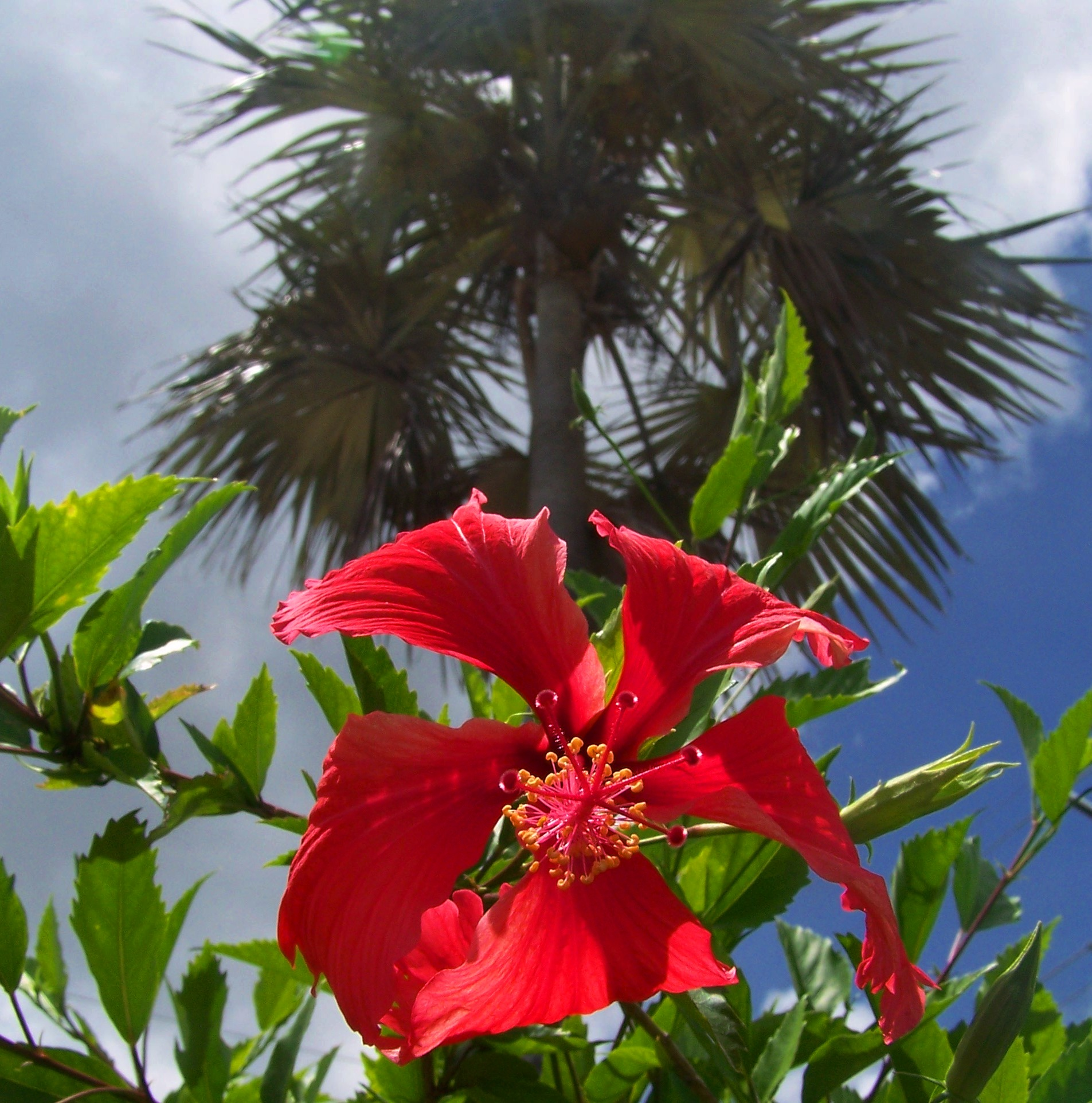
Цветы гибискуса распространены на Доминике и на других Карибских островах, благодаря этому чай из гибискуса популярен во всём регионе.

Чай из гибискуса популярен в Доминике, как и в других культурах Карибского бассейна и Латинской Америки. Растения гибискуса произрастают в тропиках и уже давно считаются полезными для здоровья в традиционной медицине. Чай из гибискуса можно подавать горячим или холодным. Некоторые исследования показывают, что чай из гибискуса снижает кровяное давление у взрослых с лёгкой гипертонией или предгипертонией.

## Лечебные чаи

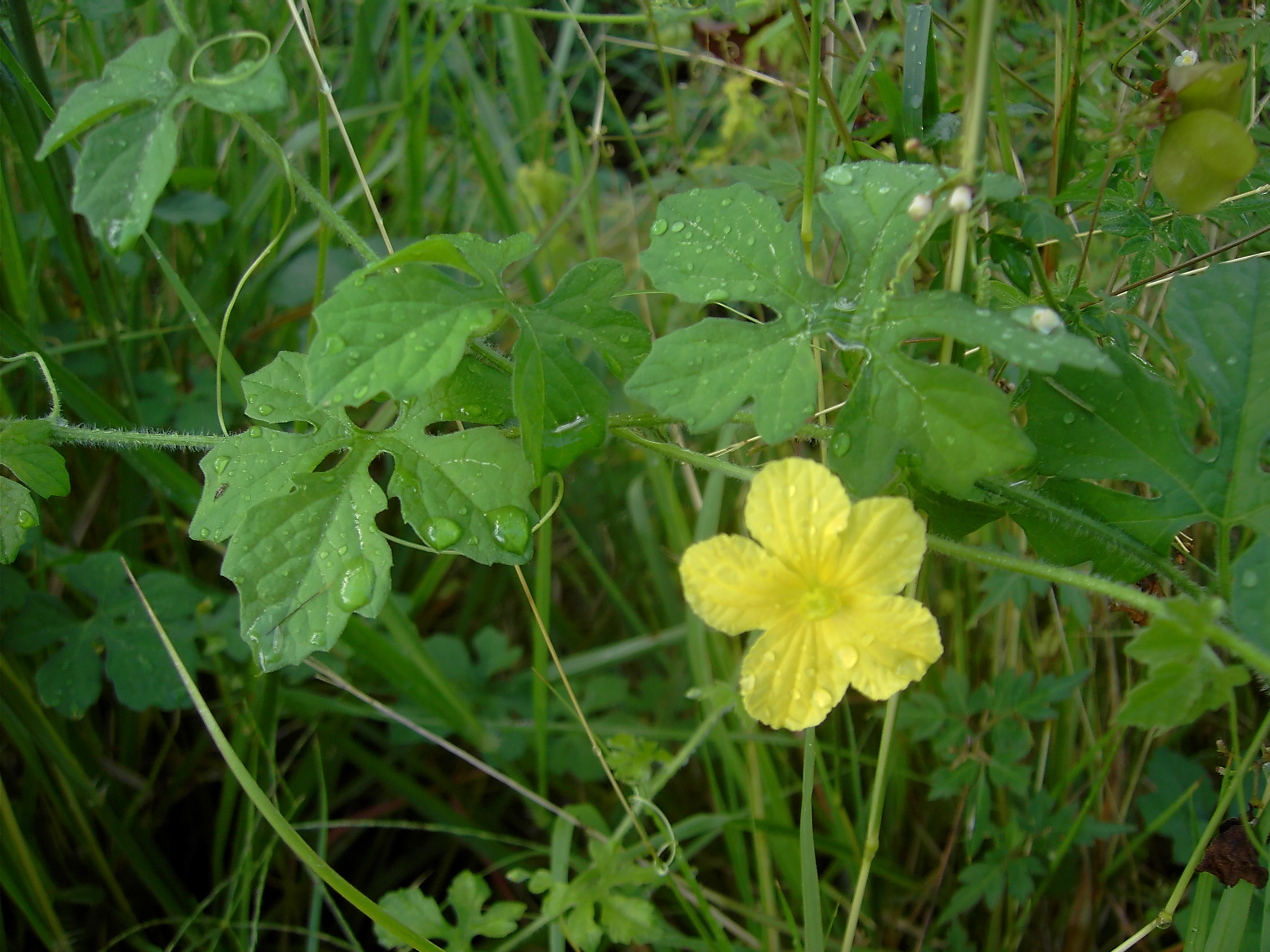
Горькая дыня — одно из многих растений, выращиваемых в Доминике для приготовления традиционного лечебного чая.

«Буш-ти» обычно пьют в лечебных целях или для поддержания здоровья. В этих чаях используются многие распространенные на Доминике растения. Чай из листьев гуавы обыкновенной используется при диарее, а чай из листьев апельсина — для остановки рвоты. Кора карибской альбиции (Albizia niopoides) служит для чая, который обезболивает укусы скорпиона. Другие чаи из кустарника используются для лечения авитаминоза, болезней пищеварительной системы или паразитарных инфекций. Некоторые растения, которые, как считается, обладают лечебными свойствами, находятся в Ботаническом саду Доминики. К ним относятся сорта, которые использовались в традиционных лечебных чаях на Доминике, и растения, используемые в традиционной медицине на других Карибских островах или в других частях мира.
Лекарственные чаи на Доминике можно проследить до коренных жителей, карибов, и африканских рабов, которых привезли на острова. Карибы традиционно готовили чай из листьев барвинка (Catharanthus roseus) для лечения диабета. Фармакологические компании сегодня извлекают из сока барвинка несколько лекарственных алкалоидов. Алкалоиды, полученные из этого растения, включают противораковые агенты винбластин и винкристин. Другие экстракты барвинка помогают снизить уровень сахара в крови у диабетиков и являются основой для мощных транквилизаторов. Сильные качества этого растения были известны другим культурам; во Франции он известен под именем Виолетта де Сорсье (Фиолетовый чародей).
Как и во многих местных традиционных лекарствах, активные ингредиенты растений, используемых для приготовления чая из кустарников, изучены недостаточно. При неправильной дозировке или неправильном употреблении чаи из этих растений токсичны и могут быть смертельными. Во всём мире исследователи исследуют местные лечебные травы, пытаясь определить активные ингредиенты и традиционные препараты, которые могут быть использованы в современной медицине.